# Mecyna trinalis
Mecyna trinalis — вид лускокрилих комах родини вогнівок-трав'янок (Crambidae).

## Поширення
Вид поширений в Південній та Східній Європі, Північній Африці і Туреччині. Присутній у фауні України.

## Опис
Розмах крил 23-27 мм. Личинки живляться листям сонцецвіту.